# Sorong
Sorong è una città (kota) dell'Indonesia, nella provincia di Papua sud-occidentale.

## Amministrazione

### Gemellaggi
- Nuuk